# Det stora racet
Det stora racet är ett svenskt TV-program som gick på SVT 2018. I serien bjuder fyra folkraceteam in var sin kändis och ska coacha dem till att bli folkraceförare. Erik Ekstrand var programledare.
De fyra kändisarna som deltog var:
- Ellen Bergström (skådespelare och bloggare)
- Kodjo Akolor (radioprofil)
- Magnus Wislander (handbollslegendar)
- Elisa Lindström (sångerska)

Vinnare blev Magnus Wislander.